# Messa (Bernstein)
Messa: un pezzo teatrale per cantanti, musicisti e ballerini (inglese: MASS: A Theatre Piece for Singers, Players, and Dancers) è un'opera teatrale musicale composta da Leonard Bernstein con testo di Bernstein, oltre a versi e testi aggiuntivi di Stephen Schwartz.

## Storia
Commissionata da Jacqueline Kennedy, la Messa fu presentata in anteprima l'8 settembre 1971, diretta da Maurice Peress e coreografata da Alvin Ailey. La produzione utilizzò i costumi di Frank Thompson. La performance faceva parte dell'apertura del John F. Kennedy Center for the Performing Arts di Washington, D.C. La Messa fu presentata per la prima volta in Europa nel 1973, con John Mauceri alla guida della Yale Symphony Orchestra di Vienna.
In origine Bernstein intendeva comporre una Messa tradizionale, ma invece optò per una forma più "innovativa". L'opera è basata sulla Messa tridentina della Chiesa cattolica romana. I passaggi liturgici sono cantati principalmente in latino, sebbene il "Sanctus" includa parti in ebraico. La Messa include anche testi aggiuntivi in inglese scritti da Bernstein, dal compositore di Broadway Stephen Schwartz e da Paul Simon (che ha scritto la prima quartina del tropo "Half of the People"). Il lavoro è destinato a essere messo in scena teatralmente, ma è stato anche eseguito in un normale contesto da concerto.
L'accoglienza critica iniziale, inclusa una recensione sul New York Times, fu in gran parte negativa, ma la registrazione dell'opera della Columbia Records ebbe ottime vendite.
Il concetto di Messa deriva da tre fonti: l'esperienza della direzione ai funerali di Robert F. Kennedy nel 1968 nella Cattedrale di San Patrizio, Manhattan; il bicentenario di Beethoven a Vienna nel 1970 e un piccolo pezzo "A Simple Song" che aveva scritto per il film di Franco Zeffirelli del 1972 Fratello sole, sorella luna prima di ritirarsi da quel progetto dopo tre mesi durante i quali lavorò con Leonard Cohen.
Anche Paul Simon fu contattato per la musica e i testi di Fratello sole, sorella luna, ma anche lui rifiutò. Tuttavia una quartina che scrisse considerando la commissione fu successivamente presentata a Bernstein per l'uso nella sua Messa.

## Cast dei personaggi
Il cast originale era composto da un celebrante, tre cori e chierichetti. Un'orchestra classica completa si è esibita nella fossa, mentre i musicisti sul palco, tra cui un gruppo rock e una banda musicale, si sono esibiti e hanno interagito sul palco.
- Il Celebrante - Il personaggio centrale dell'opera, un prete cattolico che conduce la celebrazione della messa.
- Coro ufficiale - Un coro misto (SSAATTBB) nei soppalchi del coro sul palco che canta le parti latine della Messa.
- Coro di bambini - Un coro di bambini (SSAA) che procede più volte dentro e fuori dal palco, esibendosi da solo, in antifona o in concerto con il Coro ufficiale e i Cantanti di strada.
- Cantanti di strada - Sulla ribalta e spesso si esibiscono intorno al Celebrante e agli strumentisti di scena, un ampio gruppo di cantanti maschi e femmine che rappresentano la congregazione (e occasionalmente i musicisti), che partecipano variamente alle preghiere della Messa, o alternativamente contrappongono quelle preghiere in un contesto moderno.
- Accoliti - Assistenti del Celebrante, che eseguono danze e assistono all'altare durante la Messa.

## Trama
Il pezzo inizia con un assolo di flauto simile a un uccello che saetta per la sala a significare lo Spirito Santo. La sua nota finale è ripresa da un ragazzo solista del coro. All'inizio tutti gli artisti sono in armonia e d'accordo. Nel corso della Messa, però, il coro di strada inizia a esprimere dubbi e sospetti sulla necessità di Dio nella loro vita e sul ruolo della messa. Il coro di strada canta con i testi latini fino a quando non colgono una linea che trasforma in una lamentela o in un vanto egoistico; cioè latino: "dona nobis pacem" italiano: "donaci la pace" coro di strada "dacci la pace ORA!". In questo modo, Bernstein intreccia e contrasta il commento sociale e la preghiera. L'amarezza e la rabbia del coro di strada continuano a crescere e rendono più aspra ciascuna delle successive meditazioni. Al culmine emotivo dell'opera, la crescente cacofonia delle lamentele del coro interrompe finalmente l'elevazione del Corpo e del Sangue (il pane e vino transustanziato). Il celebrante, furioso, scaglia il sacro pane, contenuto in un ornato ostensorio a croce, e il calice del vino, fracassandoli sul pavimento. A questo sacrilegio gli altri membri del cast crollano a terra come morti mentre il Celebrante canta un assolo. Questo assolo fonde l'incredulità del coro con la sua crisi di fede. Si sente esausto e si chiede dove sia finita la forza della sua fede originaria. Alla fine del suo canto, anche lui crolla. Ricomincia un assolo di flauto simile a un uccello (lo Spirito Santo), che saetta qua e là da diversi altoparlanti nella sala, per poi "si posa" in una singola nota chiara. Un chierichetto, che era assente durante il conflitto, canta quindi un inno di lode a Dio, "Canta a Dio una canzone semplice". Questo ripristina la fede dei tre cori, che si uniscono al chierichetto, uno per uno, nel suo inno di lode. Dicono al Celebrante "Pax tecum" (La pace sia con te) e terminano con un inno che chiede la benedizione di Dio. Le ultime parole del pezzo sono: "La messa è finita; andate in pace". Viene esaminata ogni sorta di condizione umana; avidità, lussuria, orgoglio, insicurezza, ecc. Dimostra quanto poco sia cambiata la nostra umanità e, quindi, quanto sia ancora necessaria il rapporto con Dio.

## Movimenti[12]
I. Devozioni prima della Messa
01. Antifona: Kyrie eleison
02. Inno e salmo: "A Simple Song"
03. Responsorio: Alleluia
II. Primo introito (Rondo)
04. Preghiere preliminari
05. Canone tre volte triplo: Dominus vobiscum
III. Secondo introito
06. In nomine Patris
07. Preghiera per la Congregazione (Corale: "Padre Onnipotente")
08. Epifania
IV. Confessione
09. Confiteor
10. Tropo: "Io non lo so"
11. Tropo: "Easy"
12.  V. Meditazione n. 1
VI. Gloria
13. Gloria tibi
14. Gloria in excelsis
15. Tropo: "Metà delle persone"
16. Tropo: "Grazie"
17.  VII. Meditazione n. 2
18.  VIII. Epistola: "La Parola del Signore"
19.  IX. Sermone evangelico: "Dio disse"
X. Credo
20. Credo in unum Deum
21. Tropo: "Non Credo"
22. Tropo: "Hurry"
23. Tropo: "Mondo senza fine"
24. Tropo: "Io credo in Dio"
25.  XI. Meditazione n. 3 (De profundis, parte 1)
26.  XII. Offertorio (De profundis, parte 2)
XIII. La preghiera del Signore
27. Padre nostro...
28. Tropo: "Io vado avanti"
29.  XIV. Sanctus
30.  XV. Agnus Dei
31.  XVI. Frazione: "Le cose si rompono"
32.  XVII. Pace: Comunione ("Canti segreti")

## Strumentazione
Bernstein scrisse la Messa per una grande orchestra e un coro e incluse anche gruppi sul palco (musicisti di strada). Divise l'orchestra in due parti: gli archi, le tastiere e le percussioni sono nella fossa; mentre sul palco ci sono fiati, ottoni, chitarre, sintetizzatori e percussioni. La strumentazione è la seguente:

### Orchestra nel golfo mistico
- Strumenti a percussione (almeno 4-5 musicisti): timpani, bonghi, rullante, tamburo tenore, grancassa, 4 tamburi accordati, piatti, piatto sospeso, triangolo, 2 campanacci, carillon, tam-tam, incudine, temple block, woodblock, tamburello, xilofono, glockenspiel, marimba e vibrafono
- Tastiere: celesta, pianoforte e 2 organi Allen (piccolo e grande)
- Archi: arpa, primo e secondo violino, viole, violoncelli e contrabbassi

### Gruppi sul palco

#### Orchestra sul palco
- Legni: 2 flauti (entrambi anche su ottavini), 2 oboi (secondo anche corno inglese), 3 clarinetti in si bemolle (il primo anche sassofono soprano, il secondo anche sassofono contralto e clarinetto in mi bemolle, il terzo anche sassofono tenore e clarinetto basso in si bemolle) e 2 fagotti (il secondo anche controfagotto)
- Ottoni: 4 corni in fa, 4 trombe, 3 tromboni e tuba
- Percussioni (2 suonatori): bonghi, 2 batterie, cimbalini a dita, temple block, 2 tamburelli e glockenspiel
- Tastiera: 2 sintetizzatori (uno per blues band, l'altro per rock band)
- Voce: assolo di baritono acuto (Celebrante), voce bianca solista, coro SSAATTBB (almeno 60 cantanti, in tonaca), coro di ragazzi (SSAA) (almeno 20 cantanti, anche kazoo)
- Archi: chitarra acustica, 2 chitarre elettriche (la seconda anche banjo) e 2 bassi elettrici (una per l'orchestra di scena, l'altra per la rock band)

Bernstein ha inserito un appunto che i musicisti nell'orchestra del palco devono essere vestiti e agire anche come membri del cast. Bernstein è arrivato anche al punto di includere una nota a piè di pagina che il bassista e il tastierista della Blues band e il tastierista, bassista e batterista della Rock band devono essere reclutati come percussionisti per l'orchestra di scena per il secondo movimento.

#### Musicisti di strada
Percussioni: 3 tamburi d'acciaio, claves, bottiglie, un tamburello, zucche e barattoli di latta Voce: almeno 45 cantanti (20-30 solisti sono utilizzati da questo gruppo)
Nelle sue istruzioni, Bernstein ha indicato che le percussioni dovrebbero essere suonate dai membri dei musicisti di strada.

## Avvertimento dell'FBI
L'FBI teneva un fascicolo su Bernstein per via delle sue opinioni di sinistra. Nell'estate del 1971 l'Ufficio di presidenza avvertì la Casa Bianca che il testo latino della Messa avrebbe potuto contenere messaggi contro la guerra, che potevano causare imbarazzo al presidente Nixon se avesse dovuto partecipare alla prima e applaudire educatamente. Le voci di un simile complotto di Bernstein trapelarono alla stampa. Secondo Gordon Liddy il consulente legale della Casa Bianca John Dean affermò che il lavoro era "decisamente contro la guerra e contro l'establishment, ecc." Nixon alla fine non partecipò alla prima; Nixon giustificò questa decisione con la stampa come un atto di cortesia nei confronti di Jacqueline Kennedy Onassis, perché aveva ritenuto che l'inaugurazione formale "avrebbe dovuto davvero essere la sua notte".

## Altre importanti esecuzioni e spettacoli per il 40º anniversario
Gran parte del cast originale si è riunito in una produzione al Metropolitan Opera di New York nel luglio 1972.
La prima europea della Messa è stata eseguita nel luglio 1973 al Wiener Konzerthaus con un cast composto da studenti dell'Università di Yale, un coro di Vienna e la Yale Symphony Orchestra, tutti diretti da John Mauceri. Mauceri, un pupillo del compositore che aveva studiato a Tanglewood, era allora un membro della facoltà a Yale e direttore dell'orchestra studentesca. Diresse il pezzo a Yale nell'autunno del 1972, momento in cui il compositore scelse di portare il cast e l'orchestra all'estero. La Amberson Enterprises di Bernstein sponsorizzò la produzione, che utilizzò artisti dilettanti a causa delle restrizioni sindacali nel portare il cast del Kennedy Center all'estero. Michael Hume, figlio del critico musicale del Washington Post Paul Hume, cantò il ruolo del Celebrante. Ted Libby, in seguito critico musicale per il New York Times e il Washington Post, era un membro del Coro di strada, così come l'attore televisivo Robert Picardo.
La produzione Yale/Vienna è stata filmata per la televisione dalla ORF, il sistema televisivo austriaco, sotto la direzione di Brian Large, un rinomato produttore di film di musica dal vivo. Ad oggi questa produzione non è stata pubblicata in video, sebbene sia stata trasmessa più volte negli Stati Uniti dalla PBS, nella sua serie "Theater in America". I produttori della biografia della PBS, Leonard Bernstein: Reaching for the Note, hanno utilizzato clip del film perché non è stato possibile trovare altri filmati di alta qualità. Il design, la direzione e il sapore della produzione ricordano gli anni '60 e '70, quando Godspell, Hair e Jesus Christ Superstar usavano stili anarchici simili per presentare temi controculturali sul palco.
La prima esibizione britannica fu messa in scena al Coventry Theatre il 16 maggio 1976, dall'Università di Warwick con la City of Birmingham Symphony Orchestra, l'University of Warwick Chamber Choir and Chorus, il Southend Boys 'Choir, The London Chorale, la Cycles Dance Company, i Cameron (gruppo pop), il direttore Roy Wales, Robert Carpenter Turner nel ruolo del celebrante e il produttore Clive Barker. Roy Wales ha ricevuto il permesso direttamente da Leonard Bernstein nel novembre 1974 di mettere in scena questa prima britannica, in seguito a una visita che Bernstein ha fatto all'Università di Warwick nell'ottobre 1974 quando Roy Wales diresse un'esibizione di Chichester Psalms in sua presenza. Il 10 giugno 1966 il Galles aveva diretto la prima esecuzione londinese dei Chichester Psalms nella Duke's Hall della Royal Academy of Music. L'esibizione del Coventry della Messa fu seguita la sera successiva dalla prima rappresentazione a Londra, alla Royal Albert Hall, il 17 maggio 1976 e questa fu recensita sul Financial Times da Paul Griffiths (scrittore) e William Mann (critico) su The Times, entrambi il 18 maggio 1976.
La maggior parte delle recensioni della prima alla Royal Albert Hall furono contrastanti, ma l'esecuzione fu ampiamente apprezzata. Sul Financial Times Griffiths scrisse: "Dato il materiale così scarso, questa performance è stata quasi un miracolo di transustanziazione. L'esecuzione della City of Birmingham Symphony Orchestra è stata piena, audace e vigorosa, così come il canto del coro dell'Università di Warwick, affiancato dall'eccellente Southend Boys' Choir. Roy Wales aveva chiaramente istruito le sue forze eccezionalmente bene".
Nel 1981 il Kennedy Center organizzò una produzione per il decimo anniversario, con la regia di Tom O'Horgan e diretta da John Mauceri, che fu trasmessa il 19 settembre 1981 ("Dal vivo dal Kennedy Center"), youtube 1981 - Full Theatrical Presentation.
Nel 1982 una produzione fu montata nella Deutschlandhalle di Berlino diretta dal protetto di Bernstein David Charles Abell, con la regia di Wolfgang Weber e coreografato da William Milié.
Dieci anni dopo aver messo in scena la prima britannica, Roy Wales diresse la prima australiana l'11 aprile 1986 nel Queensland Performing Arts Center. Eseguite dalla The Brisbane Philharmonic Orchestra, la Brisbane Chorale, i Queensland Conservatorium Singers e con Jonathan Welch nel ruolo del Celebrante, messe in scena da Giuseppe Sorbello e coreografie dalla dance designer Ruth Gabriel, le esibizioni furono acclamate dalla critica.
Il 19 novembre 2002 con la Collegiate Chorale e l'Orchestra di St. Luke's fu messa in scena una produzione a New York con il compianto Robert Bass alla direzione. Il Celebrante fu interpretato da Douglas Webster e la voce bianca fu cantata da James Burnett Danner. Tra i solisti figuravano Geoffrey Blaisdell, Peter Buchi, Charis Fliermans, D. Michael Heath, Jan Horvath, Andre McCormick, Warren Moore, Anika Noni Rose, Liz Queler, Lori Rivera ed altri. Il New York Times diede alla produzione una recensione entusiastica riconoscendo che la produzione era una ribellione appropriata ai conflitti in Iraq e Afghanistan. Il progetto illuminotecnico era di Matthew Antaky. Michael Conley e Diego Tornelli hanno preparato musicalmente la produzione.
Nell'ottobre 2006 l'Università dell'Illinois - Urbana-Champaign presentò una produzione di gala della Messa presso il Krannert Center for the Performing Arts, con artisti che erano studenti dei dipartimenti di teatro e danza e della School of Music, nell'ottobre 2006 in onore del 75º anniversario del College of Fine and Applied Arts'. Ricardo Herrera cantò la parte del Celebrante; la regia dello spettacolo fu di James Zager, la coreografia di John Dayger e la direzione di Eduardo Diazmuñoz. Chester Alwes e Fred Stoltzfus prepararono il coro.
Il 2011 ha visto diverse rappresentazioni della Messa per commemorare il 40º anniversario della sua prima nel 1971. Tra queste c'era una produzione presentata dall'Anchorage Concert Chorus, il Alaska Children's Choir e l'Alaska Dance Theatre nella Atwood Concert Hall il 18 e 20 marzo ad Anchorage, Alaska e l'Università del Colorado a Boulder nella Boettcher Concert Hall (Denver) il 26 aprile. Una produzione a tutto tondo fu eseguita al Benjamin and Marian Schuster Performing Arts Center di Dayton, Ohio, il 13 e 14 maggio, con la Dayton Philharmonic, regia di Neal Gittleman e attori, cantanti e ballerini della Wright State University, diretto da Greg Hellems, coreografato da Gina Walther, con la direzione musicale di Hank Dahlman, nonché il Kettering Children's Choir, con John Wright come Celebrante, e prodotto da W. Stuart McDowell.
La BBC ha eseguito la Messa come parte del suo festival musicale ai Proms del 2012 alla Royal Albert Hall. In primo piano c'erano Morten Frank Larsen come Celebrante, la BBC National Orchestra of Wales, il BBC National Chorus of Wales e il National Youth Choir of Wales.
La Messa è stata eseguita il 9 e 10 marzo 2012 all'Adelaide Festival Theatre durante l'Adelaide Festival of Arts del 2012 con la direzione di Kristjan Järvi. Il Celebrante era Jubilant Sykes, che si esibiva con l'Adelaide Symphony Orchestra, il trio Absolute e l'Adelaide Festival Chorus e il coro dei bambini dell'Adelaide Festival. Tra solisti figuravano James Egglestone, Carolyn Ferrie, Leah Flanagan, Adam Goodburn, Lane Hinchcliff, David Linn, Nic Lock, Beau Daniel Loumeau, Samantha Mack, Libby O'donovan, Mark Oates, Kirsty-Ann Roberts, Gary Rowley, Danielle Ruggiero, Sally-Anne Russell e James Scott. Il regista era Andy Packer e il direttore del coro era Carl Crossin. Una recensione molto positiva su Limelight Magazine ha descritto la produzione come "una produzione coraggiosa di un lavoro coraggioso che non esita a esporre le contraddizioni e l'ipocrisia della vita con o senza religione". Questa performance è stata descritta nella pubblicità del Festival come la "prima australiana", ma in realtà si sono tenute diverse precedenti esibizioni australiane: a Sydney nel 1987 dal NSW State Conservatorium of Music, con Peter Cousens come Celebrante, diretto da Ronald Smart, a Brisbane nel 1986 dalla Brisbane Chorale, a Melbourne nel 1989 dalla State Orchestra of Victoria e ad Adelaide al 52° Intervarsity Choral Festival nel 2001.
La Philadelphia Orchestra presentò una versione teatrale della Messa al Kimmel Center for the Performing Arts, dal 30 aprile al 3 maggio 2015. Yannick Nézet-Séguin fece la regia e Kevin Vortmann cantò il ruolo del Celebrante. La produzione fu registrata dalla Deutsche Grammophon e pubblicata nel 2018, come parte delle celebrazioni del centenario di Bernstein. Il Conservatorium of Music di Sydney mise di nuovo in scena la Messa di Bernstein alla Sydney Opera House, con Christopher Hillier come Celebrante ed Eduardo Diazmunoz che dirigeva, come parte di Centenario del Conservatorio.
Il 13, 14 e 15 novembre 2015, una messa in scena completa della Messa fu eseguita dai dipartimenti di opera, orchestra e coro della Blair School of Music della Vanderbilt University, con Steven Fiske come Celebrante. La produzione fu diretta da Gayle Shay, il coro è stato diretto da Tucker Biddlecombe e il direttore era Robin Fountain.
Nel febbraio 2018 la Los Angeles Philharmonic ha eseguito una produzione della Messa alla Walt Disney Concert Hall diretta da Elkhanah Pulitzer per il centenario di Bernstein. La produzione fu poi ripresa al Lincoln Center per il Mostly Mozart Festival di luglio 2018.
Il 6 e 7 aprile 2018, presso la Royal Festival Hall di Londra, Marin Alsop diresse l'Orchestra per la Messa, composta da giovani musicisti della Chineke! Junior Orchestra e della National Youth Orchestra of Great Britain, più il vincitore del Tony Award Paulo Szot in un'esibizione della Messa di Bernstein.
Interpreti:

National Youth Orchestra of Great Britain, Chineke! Junior Orchestra, Marin Alsop (direttore), Paulo Szot (celebrante), Maia Greaves (acuti), Freddie Jemison (acuti), Leo Jemison (acuti), Voicelab, Trinity Laban Conservatoire of Music and Dance, Finchley Children's Music Group, Avanti House Secondary School (Harrow), Millennium Performing Arts, Tring Park School for the Performing Arts, Streetwise Opera, Woven Gold, Choir With No Name, Yeast Culture (effetti visuali), Lilian Baylis Technology School (effetti visuali).
Il 28 luglio 2018 la Messa fece il suo debutto professionale nell'area di Chicago al Ravinia Festival di Highland Park, Illinois. Lo spettacolo messo in scena faceva parte del tributo di una stagione del festival a Bernstein per onorare il centenario del compositore. Marin Alsop diresse la Chicago Symphony Orchestra nella sua prima esecuzione del pezzo. Paulo Szot riprese il suo ruolo di celebrante per la performance. Tra gli altri artisti figuravano il Chicago Children's Choir, Vocality e la Highland Park High School Marching Band. Il direttore creativo della produzione era Kevin Newbury. Uno spettacolo di bis fu offerto il 20 luglio 2019 da molti degli stessi artisti e membri del team creativo. La performance del bis fu girata per la serie della PBS, Great Performances. L'episodio è andato in onda per la prima volta il 16 maggio 2020.
Il 6, 7, 8 e 9 dicembre 2018 la San Diego State University School of Music and Dance e School of Theatre, Television, and Film ha condotto una produzione della "Messa" con artisti dell'orchestra, dei cori, del dipartimento di jazz, del Marching Aztecs e MFA in Musical Theatre program con André Ward come Celebrante. La produzione fu condotta da Michael Gerdes.
Il 10 e il 12 maggio 2019 la Scuola di musica e danza della San Jose State University ha presentato una produzione della Messa all'Hammer Theatre Center nel centro di San Jose, in California. Fred Cohen, direttore d'orchestra; Sandra Bengochea, regista teatrale.

## Incisioni
- 1971: Alan Titus (Celebrante), Norman Scribner Choir, Berkshire Boy Choir, Studio Orchestra, Leonard Bernstein (Direttore) - Columbia Records
- 2004: Jerry Hadley (Celebrante), Rundfunkchor Berlin, Berlin Cathedral Chorus, Deutsches Symphonie-Orchester Berlin, Pacific Mozart Ensemble, Kent Nagano (Direttore) - Harmonia Mundi (La versione del 2004 è nominata ai Grammy)
- 2008: Randall Scarlata (Celebrante), Tölzer Knabenchor, Chorus Sine Nomine, Tonkünstler-Orchester, Kristjan Järvi (Direttore) - Chandos
- 2009: Jubilant Sykes (Celebrante), Morgan State University Choir, Peabody Children's Chorus, Morgan State University Marching Band, Baltimore Symphony Orchestra, Marin Alsop (Direttore) - Naxos (The 2009 version is Grammy Nominated)
- 2015: Kevin Vortmann (Celebrante), Temple University Concert Choir, Westminster Symphonic Choir, American Boychoir, Temple University Diamond Marching Band, Philadelphia Orchestra, Yannick Nézet-Séguin (Direttore) - Deutsche Grammophon, 2018

## Video
Sebbene diverse esibizioni siano state trasmesse in televisione, nessuna è disponibile in commercio. C'è una versione DVD:
* 2004: "Leonard Bernstein Mass at the Vatican City (2000)" (ASIN: B0002S641Y) Douglas Webster (Celebrant) - Kultur Video